# 博弈遊戲

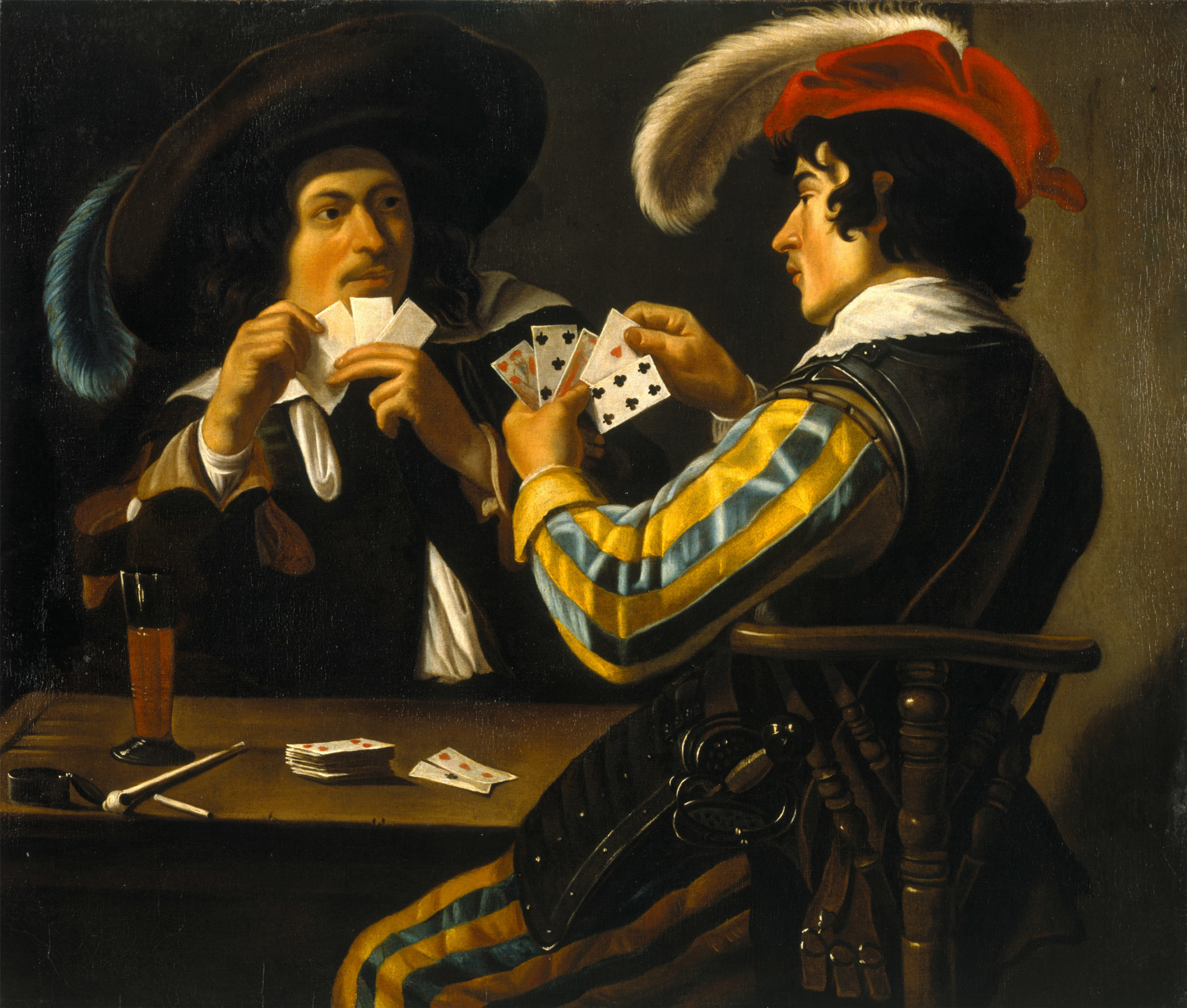
此圖裡的撲克牌遊戲也是經典的博奕遊戲之一

博弈遊戲，又名機率遊戲，是一種遊戲類型，涵蓋單機遊戲、線上遊戲、桌上游戏等，凡是具有賭博或對弈性質的遊戲，大多屬於此類。

## 特性
1. 主要依賴機率來決定勝負。
2. 通常具有簡單的遊戲規則，與簡易的操作方式。
3. 每場遊戲不需要花費太多時間。
4. 在單機版時，使用遊戲初期發給一次籌碼的方式，當輸光時遊戲結束。但在線上遊戲中，為了持續吸引玩家能夠持續的玩下去，會定時發放最低限額的籌碼，以便能正常遊戲。

## 博弈遊戲的種類
- 基於紙牌遊戲

例如：撲克、廿一點、大老二、橋牌、百家樂、拱豬、抽鬼牌、牌七、九十九點……等。
- 基於棋盤遊戲

例如：西洋棋、圍棋、象棋……等。
像是羅賓·威廉斯所主演的野蠻遊戲（Jumanji）電影中的那副棋盤，亦可算是博弈遊戲
- 基於預測運動競技的勝負

例如：賽馬
- 純粹基於機率

例如：吃角子老虎（或名拉霸）、輪盤、骰寶

## 相關
- 博弈论